# TharnType/ターン×タイプ
TharnType/ターン×タイプは、カナウット・トライピパタナポン（ガルフ）とスパシット・ジョンチーウィーワット（ミュー）が主演する2019年のタイのテレビドラマ。MAMEによるウェブ小説『TharnType Story เกลียดนักมาเป็นที่รักกันซะดีๆ』が原作である。 
バンティット・シンタナパーラディー（ティー）が監督したこのドラマは、タイで2019年10月7日から2020年1月6日にOne 31チャンネルとLINE TVで放送された 。 『TharnType Special, Our Final Love』というタイトルの特別エピソードが、2020年1月19日にサイアムパワライ・ロイヤルグランドシアターで上映された 。

## あらすじ
タイプ（カナウット・トライピパタナポン）は、短気な大学一年生でゲイを心底嫌っている。入学と同時に故郷を離れて寮に入ることを決め、同じく新入生の音楽専攻でドラムを演奏するターン（スパシット・ジョンチーウィーワット）とルームシェアすることになる。ターンは親切かつハンサムで文句のつけどころのないルームメイトだが、実はゲイだった。ターンの性的指向を知ったタイプの親友であるテクノ（スッティナット・ウントラクーン）がタイプにそれを知らると、タイプはすぐさま様々な嫌がらせでターンを部屋から追い出そうとする。それに対してターンは自分のセクシュアリティは間違っていないと主張し、タイプによる嫌がらせに対抗する。そしてあるとき、ターンはタイプがなぜそれほどゲイを嫌悪するのかを知る。

## キャストとキャラクター
以下ドラマのキャスト： 

### 主演
- タイプ・ティワット・ファワッタクン役：カナウット・トライピパタナポン（ガルフ）
- ターン・タラ・キリガン役：スパシット・ジョンチーウィーワット（ミュー）

### 脇役
- テクノー役：スッティナット・ウントラクーン (マイルド)
- ロン役：キッティパット・ケーオチャルーン（カーオナー）
- タム役：ナタット・クナーコンキアット（ハイター）
- ター役：パリンヤー・アンサナン（コックリアン）
- チャンプ役：Napat Sinnakuan (Boat)
- トーン役：Thanayut Thakoonauttaya (Tong)
- クルイ役：Tanawin Duangnate (Mawin)
- セオ役：Kantheephop Sirorattanaphanit (Run)
- テクニック役：Wasin Panunaporn (Kenji)
- コーム役：Pongkorn Wongkrittiyarat (Kaprao)
- サン役：Pattarabut Kiennukul (AA)
- プイファイ役：Siwapohn Langkapin (Eye)

### ゲスト出演
- ピート役：スパポン・ウドムケーオカンチャナー (セイント)
- ティン役：ピーラウィット・アッタチットサターポーン (ミーン)
- ケンクラ役：シワット・チャムローンクン（マーク）

## 原作
原作である小説『TharnType Storyเกลียดนักมาเป็นที่รักกันซะดีๆ』は、2014年12月2日にDek-D.comという作家向けプラットフォームにてオンライン上で初公開された。この物語は作者MAMEの前作である『My Accidental Love is You』のスピンオフであるが、『TharnType Story』は『My Accidental Love is You』の3年前を描いている。小説は2016年に紙媒体にて出版され、全62章が2冊にまとめられた。ターンとタイプのカップルの7年目を描いた続編は、22章で構成され、前作の2冊に続いて1冊の本として出版された。2020年の時点で、『TharnType Story』はDek-D公式ページで216％の評価を得ており、総閲覧数は380万回を超えている 。 
日本でもフロンティアワークスより翻訳小説が刊行された。

## サウンドトラック
| 曲名    | 英語タイトル             | アーティスト                               | Ref.  |
| ------- | ------------------------ | ------------------------------------------ | ----- |
| ไม่ยอม   | Be Mine (Main)           | Pop Jirapat                                | [ 5 ] |
| ไม่ยอม   | Be Mine                  | Kaownah Kittipat                           | [ 6 ] |
| ขอแค่เธอ | Hold Me Tight            | Off Chainon                                | [ 7 ] |
| ขอแค่เธอ | Hold Me Tight (Acoustic) | ミュー・スパシット・ジョンチーウィーワット | [ 8 ] |

## 日本での展開

### 放送
2020年5月29日にTwitter上にて日本での配信開始が告知される。
2020年7月17日にTwitter上にて8月28日正午からRakuten TVでの先行配信開始が告知される。
2020年8月28日より毎週金曜日昼12時にRakuten TVにて、毎週2話ずつ全12話とスペシャルEPを先行配信開始。（第1話無料） 

### 映像作品
2020年12月4日(金)に、TCエンタテインメントより日本語字幕版のBlu-ray BOXが発売される。 タイ本国ではスペシャルボックスセットとしてUSBフラッシュドライブにて販売された。

### 原作翻訳
原作小説の邦訳版が、フロンティアワークスのダリアシリーズユニから刊行された他、コミカライズが電子書籍配信サイトで連載中。
- MAME（著）/エヌ・エイ・アイ（翻訳）/須坂紫那（イラスト）『TharnType Story』フロンティアワークス〈ダリアシリーズユニ〉、全3巻
  1. 2023年8月発売[14]、ISBN 978-4-86657-676-3
  2. 2024年2月発売[15]、ISBN 978-4-86657-730-2
  3. 2024年8月発売[16]、ISBN 978-4-86657-753-1

## 受賞歴
| 年   | 賞                     | 部門                    | 結果                                     |
| ---- | ---------------------- | ----------------------- | ---------------------------------------- |
| 2020 | Line TV Awards 2020    | Best Kiss Scene         | 受賞 (主演2人による受賞)                 |
| 2020 | Kazz Awards 2020       | Best Couple of The Year | ノミネート                               |
| 2020 | Kazz Awards 2020       | Shining Star            | 受賞 カナウット・トライピパタナポン      |
| 2020 | Kazz Awards 2020       | Best Scene              | 受賞 (主演2人による受賞)                 |
| 2020 | Kazz Awards 2020       | Young Actor of the Year | 受賞 カナウット・トライピパタナポン      |
| 2020 | Kazz Awards 2020       | Teen Male Rising Star   | 受賞 スパシット・ジョンチーウィーワット  |
| 2020 | Howe Awards 2019       | Best Couple             | 受賞 (主演2人による受賞)                 |
| 2020 | Thai Crazy Awards 2020 | Best Gay Series         | 受賞 (TharnType The Series)              |
| 2020 | Thai Crazy Awards 2020 | Best Gay Couple         | 受賞 (主演2人による受賞)                 |
| 2020 | Maya Awards 2020       | Series of The Year      | ノミネート (TharnType The Series)        |
| 2020 | Maya Awards 2020       | Best Couple             | 受賞 (主演2人による受賞)                 |
| 2020 | Maya Awards 2020       | Best Male Actor         | 受賞 スパシット・ジョンチーウィーワット  |
| 2020 | Maya Awards 2020       | Best Soundtrack         | ノミネート (Off Chainon - Hold Me Tight) |